# 大井川鉄道cト100形貨車
大井川鉄道cト100形貨車（おおいがわてつどうcト100がたかしゃ）は大井川鐵道井川線で使用されている貨車の一形式である。

## 概要
大井川本線にかつて在籍していたト100形を小型化したような外観の2軸鋼製無蓋車で自重4.8 t、固定軸距は2 mと極めて小型な車両であった。
形式名に付された「c」は、中部電力所有の私有貨車であることを示し、日立製作所でcト101 - cト130、輸送機工業でcト131 - cト150の合計50両が、1954年（昭和29年）4月の井川線堂平全通に備えて同年2月に製造された。
井川ダム建設工事に伴う資材輸送時には、各車に開閉可能な円形のハッチを取り付けた鋼製の蓋をかぶせて固定し、ハッチから資材を入れて堂平まで輸送、ここに設置されていたカーダンパーで2両ずつひっくり返してハッチを開き資材を下ろすという、ホッパー車のような使用方法で運用された。
大井川水系の電源開発が一段落し、井川 - 堂平間が廃止された1971年（昭和46年）以降は余剰となり、cト127 - cト150が1972年（昭和47年）10月10日付で廃車された。しかし、残されていたcト101 - cト126は、1980年代後半の長島ダム建設に伴う資材輸送に再度起用された。
その後、cト111 - cト122が2001年（平成13年）5月15日付で、cト123 - cト126が同年4月15日付でそれぞれ廃車されたため、2007年（平成19年）現在はcト101 - cト110の10両が在籍している。一部はあおり戸を外して長物車代用として使用されている。
なお、中部電力の資産圧縮により、2012年（平成24年）から2015年（平成27年）にかけて12両が解体された。内訳は以下のとおり。
- 2012年（平成24年）解体 - cト112・cト117・cト120
- 2013年（平成25年）解体 - cト116・cト119・cト126
- 2014年（平成26年）解体 - cト113・cト114・cト118
- 2015年（平成27年）解体 - cト111・cト115・cト121

1975年（昭和50年）、NHKで放映されたテレビドラマ『坊ちゃん』のロケに際し、2両が伊予鉄道の「マッチ箱客車」を模した客車に改装されたが、ロケ終了後は活用されることなく廃車解体されている。